# Paulo Henrique Souza de Oliveira
Paulo Henrique Souza de Oliveira ou simplesmente Paulo Henrique (Macaé, 5 de janeiro de 1943), é um ex-futebolista brasileiro que atuava como lateral-esquerdo.
Ele jogou nos seguintes clubes: Flamengo, Botafogo e Avaí.

## Carreira

### Quissamã
Paulo Henrique começou atuar por uma equipe amadora chamada Quissamã Futebol Clube, na época em que Quissamã era distrito de Macaé, podia participar do campeonato da Liga amadora de Macaé, até que o antigo distrito de Macaé conseguir a sua emancipação em 1988.

### Flamengo
Do Quissamã saiu para o Flamengo onde começou a jogar profissionalmente. Paulo Henrique foi dono da lateral esquerda do Fla  por doze anos, de 1960 a 1972, sendo o capitão do clube durante a década de 60. Defendeu o clube  em 436 jogos, 211 vitórias, 119 empates e 106 derrotas; 13 gols. Conquistou 19 títulos, dentre eles os Campeonatos Cariocas de 1963, 1965 e 1972 e o Torneio Rio-São Paulo de 1961.

### Botafogo
Em 1971, foi emprestado ao Botafogo numa troca por Roberto Miranda, e participou do time que conseguiu o vice-campeonato carioca e retornou ao Flamengo para disputar o Brasileiro daquele ano. Roberto também retornou ao Botafogo.

### Retorno ao Flamengo
Voltou para o Flamengo onde conquistou mais um Campeonato Carioca em 1972.

### Avaí
Em meados do ano 1972, Paulo Henrique já tinha acertado a sua transferência para o America (RJ) quando surgiu uma proposta do Avaí. O Flamengo que tinha boas relações com o clube catarinense, liberou o jogador e abriu mão de receber uma compensação financeira. O lateral comentou na época que aceitou ir para o Avaí porque havia iniciado sua carreira no juvenil do Flamengo, em 1959 com Walter Miraglia, e que treinava o Avaí naquele ano. Campeão Catarinense em 1973, Paulo Henrique se aposentou em 1974.

## Seleção Brasileira
Em 1966, foi convocado pelo Técnico Vicente Feola junto com Silva para defender a Seleção Brasileira na Copa do Mundo na Inglaterra. Essa foi uma marca significativa em sua carreira, pois foi o jogador escolhido para substituir o lendário Nilton Santos em Copas do Mundo. Fez duas partidas, na vitória contra a Bulgária, o último jogo da dupla Pelé e Garrincha, e na derrota de 3–1 para a Hungria. Ao todo ele fez 13 jogos pela Seleção Brasileira (3 não oficiais) e fez parte do elenco que  participou da Copa do Mundo de 1966.

## Títulos
Flamengo
- Torneio Rio-São Paulo: 1961
- Troféu Magalhães Pinto: 1961
- Torneio Internacional de Verão do Uruguai: 1961
- Torneio Internacional de Tunísia: 1962
- Troféu Naranja: 1964
- Torneio Triangular Gilberto Alves: 1965
- Torneio Quadrangular de Vitoria: 1965
- Torneio Quadrangular Equador: 1966
- Troféu Mohammed IV: 1968
- Troféu Restelo: 1968
- Campeonato Carioca: 1963, 1965, 1972
- Taça Guanabara: 1970
- Torneio Internacional de Verão do Rio de Janeiro: 1970, 1972
- Troféu General Mendes de Morais: 1970
- Troféu Ary Barroso: 1970
- Taça Presidente Médici: 1971
- Troféu Pedro Pedrossian: 1971
- Torneio do Povo: 1972

Avaí
- Campeonato Catarinense: 1973